# Фатх-аль-Ислам
Фатх-аль-Ислам (араб. فتح الإسلام‎) — небольшая суннитская радикальная террористическая боевая группировка, основанная бывшими членами Фатх аль-Интифады, палестинской организации, базирующейся в Дамаске.
В движении, возглавляемом Шакером аль-Абси, заочно приговоренным к смертной казни в 2004 году иорданским судом за попытку убийства американского посла, сейчас насчитывается 200 опытных боевиков, с осени проживающих в лагере Нахр-эль-Барид на севере Ливана. Его активисты сирийского, палестинского, ливанского и саудовского происхождения, некоторые из которых бывали в Ираке, заявляют о своей приверженности салафия и идеологической близости с «Аль-Каидой», отрицая организационные связи с этим движением. Они утверждают, что пришли в Ливан для ведения священной войны с Израилем.